# 岡三証券グループ
株式会社岡三証券グループ（おかさんしょうけんグループ、英: OKASAN SECURITIES GROUP INC.）は、岡三証券、岡三アセットマネジメントなどを傘下に置く日本の金融持株会社。旧商号は岡三ホールディングス株式会社。東京都中央区日本橋に本社を置く。

## 概説
1923年、三重県津市にて創業。1949年に本店を大阪市に、1965年に東京に移転。創業80周年の2003年10月、持株会社体制に移行し、旧「岡三證券」は金融持株会社「岡三ホールディングス」（現・岡三証券グループ）となり、完全子会社の新「岡三証券」が証券事業を継承した。
社名の由来は、創業者・加藤清治が三人兄弟であったことと、創業当時に支援を受けた人物の姓「岡副」からきている。
創業から1949年まで津に本店を置いていた関係から三重県とのつながりが強い。持株会社に移行する前の旧岡三證券の株主総会は、津で開いていた。
かつては興銀系と言われていたが、現在は独立色が強い。

## 沿革
- 1923年（大正12年）4月 - 加藤清治が、三重県津市に岡三商店を創業。
- 1944年（昭和19年）8月25日 - 岡三證券株式会社設立。
- 1949年（昭和24年）
  - 11月 - 本店を大阪府大阪市に移転。
  - 12月 - 鈴木証券株式会社（大阪）を吸収合併。
- 1954年（昭和29年）4月 - 岡三興業株式会社を設立。
- 1956年（昭和31年）
  - 10月 - 吉村証券株式会社（東京）の営業権譲受け。
  - 10月 - 丸米証券株式会社（名古屋）を吸収合併。
- 1958年（昭和33年）2月 - 中屋証券株式会社（京都）の営業権譲受け。
- 1959年（昭和34年）6月 - 興隆証券株式会社（広島）の営業権譲受け。
- 1961年（昭和36年）1月 - 三宝証券株式会社（神戸）の営業権譲受け。
- 1964年（昭和39年）10月 - 日本投信委託株式会社を設立。
- 1965年（昭和40年）10月 - 本店を東京都中央区日本橋江戸橋1-5に移転。
- 1973年（昭和48年）6月 - 東京証券取引所・大阪証券取引所市場第二部に上場。
- 1975年（昭和50年）11月 - 東京・大阪両証券取引所市場第一部に指定替え。
- 1976年（昭和51年）12月 - 岡三国際（亜洲）有限公司（香港）を設立。
- 1978年（昭和53年）8月 - 株式を名古屋証券取引所市場第一部へ上場。
- 1980年（昭和55年）7月 - コンピュータ部門を分離し、株式会社岡三インフォメーションサービス（現・岡三情報システム株式会社）を設立。
- 1981年（昭和56年）8月 - 調査部・投資顧問室を分離し、株式会社岡三経済研究所を設立。
- 1983年（昭和58年）
  - 4月 - 岡三ベンチャーキャピタル株式会社を設立。
  - 10月 - 福岡証券取引所の正会員となる。
- 1984年（昭和59年）9月 - 岡三投資顧問株式会社を設立。
- 1988年（昭和63年）6月 - 札幌証券取引所の正会員となる。
- 1996年（平成8年）3月 - 岡三ビジネスサービス株式会社を設立。
- 2003年（平成15年）10月 - 証券業その他の営業を会社分割により岡三証券分割準備株式会社（現・岡三証券株式会社、連結子会社）に承継させ、持株会社に移行するとともに、社名を岡三ホールディングス株式会社に変更。
- 2005年（平成17年）7月 - 岡三情報システムが中国の華東師範大学と合弁で上海岡三華大計算機系統有限公司を設立。
- 2006年（平成18年）1月 - 岡三オンライン証券株式会社を設立。
- 2007年（平成19年）12月 - 岡三ベンチャーキャピタル株式会社を解散。
- 2008年（平成20年）
  - 4月 - 日本投信委託株式会社と岡三投資顧問株式会社が合併し、岡三アセットマネジメント株式会社に社名変更。
  - 10月 - 株式会社岡三証券グループに社名変更。
- 2010年（平成22年）4月 - 子会社六二証券株式会社と子会社大石証券株式会社が合併し、社名を「三縁証券株式会社」に変更。
- 2011年（平成23年）1月 - 本社機能を東京都中央区日本橋室町二丁目の室町東三井ビルディング（コレド室町1）に移転。
- 2014年（平成26年）4月 - 丸福証券株式会社が社名を岡三にいがた証券株式会社に変更。
- 2015年（平成27年）3月 - 株式会社証券ジャパンと業務資本提携、同年10月に持分法適用会社化。
- 2018年（平成30年）9月 - 岡三キャピタルパートナーズ株式会社を設立。
- 2021年（令和3年）3月 - 株式会社証券ジャパンを持分法適用会社から連結子会社へ変更。
- 2022年（令和4年）
  - 1月 - 岡三証券と岡三オンライン証券が経営統合。
  - 4月 - 東京証券取引所及び名古屋証券取引所の市場再編に伴い、東証プライム市場・名証プレミア市場に移行。
  - 11月 - 岡三アセットマネジメント株式会社（現SBI岡三アセットマネジメント株式会社）を合弁会社化（持分法適用関連会社化）。

## グループ企業

### 国内
- 岡三証券株式会社（東京都中央区）
- 岡三にいがた証券株式会社（新潟県長岡市）
- 三晃証券株式会社（東京都渋谷区）
- 三縁証券株式会社（愛知県名古屋市）
- 株式会社証券ジャパン（東京都中央区）
- 岡三アセットマネジメント株式会社（東京都中央区）
- 岡三キャピタルパートナーズ株式会社（東京都中央区）
- 岡三情報システム株式会社（東京都江東区）
- 岡三ビジネスサービス株式会社(東京都中央区）
- 岡三興業株式会社（東京都中央区）

### 海外
- 岡三国際（亜洲）有限公司（香港）